# Пламен Ілієв
Пламен Ілієв (болг. Пламен Илиев; 30 листопада 1991, Ботевград, Болгарія) — болгарський футболіст, воротар клубу «Астра». Грав за молодіжну та національну збірну Болгарії.

## Кар'єра

### Клубна
Ілієв починав займатися футболом в команді «Балкан» з його рідного міста Ботевграда.
У 2006 році воротар прийшов у клуб «Видима-Раковськи», а у 2009 році підписав з ним контракт. У сезоні 2009/10 воротар провів за цей колектив 23 матчі в Професіональній футбольній групі «Б» — другому за значущістю дивізіоні країни. У результаті його клуб зайняв 1 місце в лізі «Захід» і отримав право виступати в Групі «А». У сезоні 2010/11 Ілієв дебютував у вищому дивізіоні Болгарії в грі проти «Академіка» з Софії, яка проходила 7 серпня і закінчилася перемогою його клубу з рахунком 2:1. У тому розіграші турніру болгарський голкіпер відіграв за «Видима-Раковськи» 11 матчів і в січні 2011 року відбувся його перехід в «Левскі» за 95 тисяч євро.
10 січня 2011 року Пламен був офіційно представлений у «Левскі». Він отримав футболку під номером 23. Футболіст дебютував у новому клубі 6 березня у грі із софійським «Локомотивом», в якій народна команда здобула перемогу з рахунком 2:0. Всього ж у другій половині сезону 2010/11 болгарин встиг провести 13 матчів у чемпіонаті. На початку наступного сезону він відіграв матч проти «Спартака» (Трнава), який проводився в рамках третього кваліфікаційного раунду Ліги Європи. У сезоні 2011/12 Ілієв взяв участь у 29 матчах національної першості з 30 можливих і допоміг команді зайняти третє місце в підсумковій таблиці чемпіонату.
5 червня 2015 року Ілієв перейшов до румунського клубу «Ботошані», де протягом півтора сезону був основним воротарем, після чого 1 лютого 2017 року був підписаний чемпіонами Румунії клубом «Астра», де до кінця року зіграв у 8 матчах чемпіонату.
12 січня 2019 Лудогорець викупив Пламена за 150 тисяч євро, де він відіграв 2 роки і перейшов на праві вільного агента до Динамо Бухарест.
15 лютого перейшов до Германнштадта, де відіграв менше року і пішов до Універсітаті Клуж де грає дотепер.

### У збірній
Ілієв вперше був викликаний в молодіжну збірну Болгарії у січні 2010 року. Пламен брав участь у відбіркових матчах чемпіонату Європи серед молодіжних команд 2013. 11 жовтня 2011 в грі з однолітками з Люксембургу він отримав червону картку на останній хвилині зустрічі.
29 травня 2012 року відбувся дебют воротаря в першій збірній країни: Пламен вийшов на заміну в товариському матчі з Туреччиною і пропустив у свої ворота гол на 90-й хвилині. У підсумку ту зустріч турки виграли з рахунком 2:0. 4 червня 2013 року зіграв свій другий і останній матч за збірну проти Казахстану, в якому залишив свої ворота «сухими».

## Досягнення
- Чемпіон Болгарії (3):

«Лудогорець»: 2018-19, 2019-20, 2020-21
- Володар Суперкубка Болгарії (2):

«Лудогорець»: 2019, 2021